# Dardaneli
Dardaneli (turski: Çanakkale Boğazı - "tjesnac Çanakkale", grčki: Δαρδανέλλια, transl. Dardanéllia), u antici poznat kao  Helespont ("Helino more"), je uski, prirodni tjesnac i međunarodno značajan plovni put u sjeverozapadnoj Turskoj koji čini dio granice između kontinenata Europe i Azije i odvaja azijsku Tursku od europske Turske. Dardaneli zajedno s Bosporom čine dva Turska tjesnaca.
Dardaneli su jedno od najužih tjesnaca na svijetu koji se koristi za međunarodnu plovidbu, povezuje Mramorno more s Egejskim i Sredozemnim morem, a istovremeno dopušta prolaz do Crnog mora kroz Bospor. Duljina Dardanela je 61 kilometar, širina varira od 1,2 do 6 kilometara, prosječna dubina je 55 metara, a najdublja točka nalazi se na najužem djelu prolaza u blizini grada Çanakkale i iznosi 103 metra.
Veći dio sjeverne obale tjesnaca duž poluotoka Galipolja slabo je naseljeno, dok se na južnoj obali uz poluotok Troadu nalazi grad Çanakkale s oko 110.000 stanovnika.

## Ime
Suvremeno tursko ime Çanakkale Boğazı, prevedeno "tjesnac Çanakkale", proizlazi iz istoimenog grada na južnoj obali tjesnaca, što se može prevesti kao ”tvrđava lončarstva" (od چاناق  latinica. çanak  - "lončarstvo" + قلعه  kale - "tvrđava"). Grad je, naime, bio poznat po proizvodnji keramike i lončarstvu i po osmanskoj tvrđavi Sultaniye.
U osmansko doba sa svake strane tjesnaca nalazio se po jedan dvorac, oba dvorca zajedno zvali su se Dardaneli, vjerojatno po Dardanu, drevnom gradu na azijskoj obali tjesnaca za koji se pak kaže da je ime dobio po Dardanu, mitskom sinu Zeusa i Elektre.
Drevni grčki naziv tjesnaca bio je grčki. Ἑλλήσποντος (transl.. Hellēspontos), što znači "Helino more", po mitološkoj priči o kćeri Atamanta i Nefele koja su tu utopila nakon što je pala s letećeg zlatnorunog ovna. U klasičnoj literaturi moguće je naći i imena lat.. Hellespontium Pelagus, lat.. Rectum Hellesponticum i lat.. Fretum Hellesponticum.

## Geografija
Kao pomorski plovni put, Dardaneli povezuju različita mora duž Istočnog Sredozemlja, Balkana, Bliskog istoka i Zapadne Euroazije, a izravno povezuje Egejsko more s Mramornim morem. Mramorno more se dalje povezuje s Crnim morem preko Bospora, dok se Egejsko more dalje povezuje sa Sredozemljem. Dardaneli omogućuju pomorske veze od Crnog mora do Sredozemnog mora i preko Gibraltarskih vrata do Atlantskog oceana, te do Indijskog oceana kroz Sueski kanal, čineći ga ključnim međunarodnim plovnim putem, posebice za prolaz robe koja dolazi iz Rusije.
Geografske koordinate tjesnaca su približno 40°13′N 26°26′E / 40.217°N 26.433°E.

### Morfologija
Tjesnac je dugačak 61 kilometar, širok 1,2 do 6 kilometara, dubok u prosjeku 55 metara, a maksimalna dubina mu je 103 metra na najužoj točki Nara Burnu, uz sam grad Çanakkale. Kroz tjesnac prolaze dvije glavne morske struje: površinska struja teče od Crnog prema Egejskom moru, a više slana duboka struja teče u suprotnom smjeru.
Dardaneli su jedinstveni po mnogo čemu. Vrlo uski i vijugavi oblik tjesnaca nalik je riječnom toku. Smatra se jednim od najnapučenijih, najtežih i potencijalno najopasnijih plovnih putova na svijetu. Struje koje stvaraju plime i oseke u Crnom i Mramornom moru takve su da brodovi jedrenjaci moraju čekati na sidrištu točne uvjete prije nego što uđu u Dardanele.

## Povijest
Kao dio jedinog prolaza između Crnog mora i Sredozemlja, Dardaneli su oduvijek imali veliki strateški značaj, kako ekonomski tako i vojni. Dardaneli su jedini pristupni put prema drugim morima za sve zemlje crnomorskog bazena i jedan od ključnih morskih tjesnaca za Rusiju i Ukrajinu. Kontrola nad Dardanelima bila je razlog brojnim sukobima u modernoj povijesti, posebice se ističe napad savezničkih sila na Dardanele u bitci kod Galipolja 1915. tijekom Prvog svjetskog rata.

### Grčka i perzijska povijest
Drevni grad Troja nalazio se u blizini zapadnog ulaza u tjesnac, a azijska obala tjesnaca bila je glavno područje Trojanskog rata. Radi svog strateškog položaja, Troja je mogla kontrolirati sav pomorski promet duž ovog vitalnog plovnog puta. Perzijska vojska Kserksa I. 480. pr. Kr. prešla je Dardanele u svom pohodu na grčke gradove, a 334. pr. Kr. makedonska je vojska pod vodstvom Aleksandra Velikog prešla tjesnac istim putem, ali u suprotnom smjeru u svom osvajačkom pohodu na Aziju i Afriku.
Herodot je zapisao da je Darijev sin Kserkso I. oko 482. pr. Kr. dao izgraditi dva pontonska mosta cijelom širinom Helesponta u Abidosu, kako bi njegova ogromna vojska mogla prijeći iz Perzije u Grčku. Taj je prijelaz Eshil u svojoj tragediji Perzijanci nazvao uzrokom božanske kazne protiv Kserksa.
Prema Herodotu, oba je mosta uništila iznenadna oluja, a Kserkso je dao odrubiti glave odgovornima za izgradnju mostova, te je naredio da se sam tjesnac "kazni" bičevanjem mora. Herodot u svom djelu Povijest vii. 33. – 37. i vii. 54. – 58. iznosi pojedinosti o gradnji i prelasku Kserksovih pontonskih mostova. Nakon što je nevrijeme uništilo mostove, Kserkso je prema Herodotovom opisu naredio da se tjesnac kazni s tri stotine udaraca bičem i da se žigoše užarenim željezom, dok su vojnici morali urlati na more.
Herodot je komentirao da je to bio "vrlo drzak način obraćanja Helespontu", ali na neki način tipičan za Kserksa. (vii. 35.)
Navodi se da je inženjer Harpalus na posljetku pomogao osvajačkoj vojsci da prijeđe tjesnac tako što je privezao zajedno brodove s pramcima okrenutim prema struji, te je naredio da se svakom brodu dodaju još dva sidra.
Prema starogrčkom mitu o Zlatnom runu, Atamantova kći Hela utopila se u Dardanelima nakon što je pala s letećeg ovna. Tjesnac je bio poprištem i jedne druge grčke legende, one o svećenici Hero i Leanderu, njezinom mladom ljubavniku. Zaljubljeni Leander bi svake noći preplivao tjesnac kako bi se sastao sa svojom voljenom Hero, ali se jedne noći utopio nakon što je u oluji izgubio orijentaciju.

### Bizantska povijest
Tijekom bizantskog razdoblja, Dardaneli su bili vitalni za obranu Konstantinopolisa i s mora i s kopna, a bili su i važan izvor prihoda za grad i njegovog vladara. U Arheološkom muzeju Istanbula na mramornoj ploči nalazi se zakon bizantskog cara Anastazija I. (491. – 518.), koji je regulirao danak za prolazak kroz Dardanele.
Od 14. stoljeća na dalje Dardaneli su gotovo neprekidno bili pod turskom kontrolom.

### Osmansko doba (1354. – 1922.)
Dardaneli su i dalje predstavljali važan plovni put tijekom razdoblja Osmanskog Carstva, koje je osvojilo Galipolje 1354. Osmanska kontrola tjesnaca nastavila se uglavnom bez prekida sve do 19. stoljeća, kada je Carstvo počelo propadati.

#### Devetnaesto stoljeće
Stjecanje kontrole ili zajamčen pristup tjesnacu postao je ključni vanjskopolitički cilj Ruskog Carstva tijekom 19. stoljeća. Tijekom Napoleonskih ratova Rusija je uz potporu Velike Britanije blokirala tjesnac 1807.
Godine 1833., nakon poraza Osmanskog Carstva u rusko-turskom ratu 1828. – 1829., Rusija je izvršila pritisak na Osmanlije da potpišu Ugovor Hunkiar – Iskelesi, koji je na ruski zahtjev predviđao zatvaranje tjesnaca za sve ratne brodove zemalja koje nisu iz područja Crnog mora. To bi Rusiji omogućilo potpunu dominaciju Crnim morem.
Taj je sporazum zabrinuo druge sile da bi posljedice potencijalnog ruskog ekspanzionizma u crnomorskim i mediteranskim regijama mogle ugroziti njihove posjede i gospodarske interese u regiji. Na Londonskoj konvenciji o tjesnacima u srpnju 1841., Ujedinjeno Kraljevstvo, Francuska, Austrija i Pruska prisilile su Rusiju da pristane da samo turski ratni brodovi mogu prelaziti kroz Dardanele u mirnodopskim uvjetima. Ujedinjeno Kraljevstvo i Francuska su nakon toga poslale svoje flote kroz tjesnac u napad na Krimski poluotok tijekom Krimskog rata 1853. – 1856.,  ali su to učinili kao saveznici Osmanskog Carstva. Nakon poraza Rusije u Krimskom ratu, Pariški kongres 1856. službeno je potvrdio Londonsku konvenciju o tjesnacima. Odluke te konvencije ostale na snazi i u 20. i 21. stoljeću.

### Prvi svjetski rat
Godine 1915. saveznici u Prvom svjetskom ratu poslali su značajne vojne snage u pokušaj deblokade tjesnaca. Vojna sila bila je sastavljena od britanskih, indijskih, australskih, novozelandskih, francuskih vojnika i vojnika iz Newfoundlanda. U Galipoljskoj bitci turska je vojska uspjela poraziti saveznike i zarobiti veliki broj vojnika. Kampanja je bila težak udarac karijeri Winstona Churchilla, tadašnjeg prvog lorda Admiraliteta (na dužnosti 1911. – 1915.), koji je željno promovirao neuspješnu upotrebu pomorske sile Kraljevske ratne mornarice kako bi nasilno otvorio tjesnac. Mustafa Kemal Atatürk, kasniji osnivač Republike Turske, služio je kao osmanski zapovjednik tijekom kopnenog dijela kampanje.
Turci su minirali tjesnace kako bi spriječili njihovo probijanje od strane savezničkih brodova, ali su dvije podmornice, jedna britanska i jedna australska, uspjele probiti minska polja. Britanska podmornica potopila je zastarjeli turski bojni brod kod Zlatnog roga u Istanbulu. Mediteranske ekspedicijske snage pod vodstvom sir Iana Hamiltona nisu uspjele u svom pokušaju zauzimanja poluotoka Galipolja, a nakon osam mjeseci borbi britanski je kabinet naredio njihovo povlačenje u prosincu 1915. Ukupan broj poginulih sa savezničke strane bio je 43 000 Britanaca, 15 000 Francuza, 8 700 Australaca, 2 700 Novozelanđana, 1 370 Indijaca i 49 Newfoundlandaca. Ukupan broj poginulih s turske strane iznosio je oko 60 000.
Nakon rata, Mirovni sporazum u Sevresu iz 1920. demilitarizirao je tjesnac i učinio ga međunarodnim teritorijem pod kontrolom Lige naroda. Neetnički turski teritoriji Osmanskog Carstva razbijeni su i podijeljeni među savezničkim silama, a turska je jurisdikcija nad tjesnacima ograničena.

### Tursko republikansko i moderno doba (1923. – danas)
Nakon raspada Osmanskog Carstva i dugotrajne turske vojne kampanje protiv savezničkih sila u sklopu Turskog rata za neovisnost, godine 1923. stvorena je Republika Turska Ugovorom iz Lausanne. Ovim ugovorom određena je većina suvremenog teritorija Turske, a tjesnaci su postali djelom turskog teritorija, uz uvjet da ih Turska zadrži demilitariziranima i omogući svim stranim ratnim brodovima i trgovačkim brodovima slobodan prijelaz tjesnaca.
Kao dio svoje nacionalne sigurnosne strategije, Turska je na kraju odbacila uvjete sporazuma, te je tijekom sljedećeg desetljeća ponovo remilitarizirala područje tjesnaca. Nakon opsežnih diplomatskih pregovora, Konvencijom iz Montreuxa 20. srpnja 1936. dogovoreno je da se tjesnaci tretiraju kao međunarodni pomorski put, a Turskoj dopušta pravo na ograničavanje pomorskog prometa državama koje nisu dijelom crnomorskog bazena. Ta je konvencija i danas na snazi.
Tijekom Drugog svjetskog rata, sve do veljače 1945., Turska je bila neutralna tijekom većeg dijela trajanja sukoba, a Dardaneli su bili zatvoreni za brodove svih zaraćenih nacija. Turska je objavila rat Njemačkoj u veljači 1945., ali tijekom rata nije sudjelovala u borbama.
U srpnju 1946. Sovjetski Savez poslao je diplomatsku notu Turskoj u kojoj predlaže novi režim prolaza kroz Dardanele koji bi isključio sve nacije osim crnomorskih sila. Drugi je prijedlog bio da se tjesnaci stave pod zajedničku tursko-sovjetsku kontrolu. To je značilo da će Turska, Sovjetski Savez, Bugarska i Rumunjska biti jedine države koje će imati pristup Crnom moru kroz Dardanele. Turska je vlada međutim, pod pritiskom Sjedinjenih Američkih Država, odbila ove prijedloge.
Turska se pridružila NATO-u 1952., čime je tjesnacima dala još veću stratešku važnost i kao trgovački i kao vojni plovni put.
Posljednjih godina turski su tjesnaci postali osobito važni za naftnu industriju. Ruska se nafta izvozi tankerima iz luke u Novorossijsku i drugih luka, kroz Bospor i Dardanele u Zapadnu Europu i SAD.

## Prijelazi

### Pomorski prijelazi
Vodama Dardanela svakodnevno prolaze brojni putnički brodovi, trajekti, te ribarice i sportsko-rekreacijsko brodovlje, od gumenjaka do jahti u javnom i privatnom vlasništvu.
Kroz tjesnac se također odvija značajan trgovački pomorski promet.

### Kopneni prijelazi
U ožujku 2017. započela je izgradnja mosta "Çanakkale 1915". Most će na najužem dijelu tjesnaca spojiti Sarıçay (pokrajina Çanakkale) na azijskoj strani i Kilitbahir na europskoj strani, kao dio planiranog proširenja turske nacionalne mreže autocesta.

### Podmorje
Dva podmorska kabelska sustava koji prenose električnu energiju na 400 kV premošćuju Dardanele i napajaju zapadni i istočni dio Istanbula. Kopnene stanice ovih sustava kablova nalaze se u Lapsekiju i Sütlüceu. Prva se stanica nalazi u sjeveroistočnom dijelu tjesnaca oko 3,9 km daleko od mora, puštena je pod napon u travnju 2015. i osigurava 2 GW preko 6 faza 400 kV izmjenične struje. Drugi se nalazi u sredini tjesnaca, još je bio u izgradnji u lipnju 2016. i imat će slične karakteristike kao i prva linija.
Osim dvaju podmorskih dalekovoda, preko tjesnaca prolaze 4 podatkovne linije optičkih vlakana. Ovi podatkovni kablovi nose naziv MedNautilus i vode od Istanbula u Sredozemlje do Atene, Sicilije i drugdje.

## Galerija
- Mramorna ploča s bizantskim zakonom iz 6. stoljeća koji regulira plaćanje carine u Dardanelima.
- Povijesna karta Dardanela Pirija Reisa.
- Iskrcavanje trupa ANZAC-a na Galipolju 1915.
- Karta Dardanela, djelo G.F. Morrella iz 1915., prikazuje poluotok Galipolje i zapadnu obalu Turske, kao i položaj postrojbi na bojišnici i iskrcavanja tijekom Galipoljske kampanje.
- Pogled na Dardanele s poluotoka Galipolje.
- Pogled na Çanakkale s Dardanela.
- Trajektna linija preko Dardanela u Çanakkaleu.
- Pogled iz zraka na grad Çanakkale.

## Vanjske poveznice
- Slike grada Çanakkalea, pristupljeno 16. studenoga 2021.
- Sveučilište Canakkale Onsekiz Mart, pristupljeno 16. studenoga 2021.
- Karta Helesponta, pristupljeno 16. studenoga 2021.
- Spomenici i spomen obilježja Galipoljskog pohoda na Dardanele, pristupljeno 16. studenoga 2021.
- Stare karte Dardanela, Kartografska zbirka Erana Laora, Izraelska nacionalna knjižnica, pristupljeno 16. studenoga 2021.